# Josh Gad
Joshua "Josh" Gad (Hollywood, 23 de fevereiro de 1981) é um ator e dublador norte-americano, conhecido por interpretar Skip Gilchrist na série 1600 Penn, Élder Arnold Cunningham no musical The Book of Mormon da Broadway e Ryan Church na série de televisão Back to You. Ficou reconhecido internacionalmente ao fornecer a voz para Olaf em Frozen.

## Biografia
Gad nasceu em Hollywood, de origem judaica, seu pai era um imigrante judeu do Afeganistão. Frequentou o ensino médio na University School of Nova Southeastern University, em Fort Lauderdale, onde graduou-se em 1999. Depois disso ele frequentou o Carnegie Mellon College of Fine Arts em 2003, detendo bacharelado em Drama. Durante este tempo, Gad realizou um intercâmbio de um semestre no Instituto Nacional de Arte Dramática, em Sydney, na Austrália.
Gad começou sua carreira em 2002 atuando no filme Mary and Joe, posteriormente desempenhou vários papéis em filmes e séries de televisão.
Gad é casado desde 2008 com Ida Darvish com quem tem dois filhos.

## Filmografia

### Filmes
| Ano  | Titulo                       | Personagem                  | Notas          |  |
| ---- | ---------------------------- | --------------------------- | -------------- |  |
| 2002 | Mary and Joe                 | Angel                       |                |  |
| 2007 | Watching the Detectives      | Mark                        |                |  |
| 2007 | Razortooth                   | Jay Wells                   |                |  |
| 2008 | 21                           | Miles                       |                |  |
| 2008 | The Rocker                   | Matt                        |                |  |
| 2009 | Waiting to Die Tommorow      | Simon                       | Telefilme      |  |
| 2009 | No Heroics                   | Horseforce                  | Telefilme      |  |
| 2009 | Crossing Over                | Howie                       |                |  |
| 2010 | Marmaduke                    | Bandana Dog                 | Dublagem       |  |
| 2010 | Love & Other Drugs           | Josh Randall                |                |  |
| 2011 | Mardi Gras: Spring Break     | Bartholomew T. "Bump" Brown |                |  |
| 2012 | She Wants Me                 | Sam Baum                    |                |  |
| 2012 | Ice Age: Continental Drift   | Louis                       | Dublagem       |  |
| 2012 | Thanks for Sharing           | Neil                        |                |  |
| 2013 | The Internship               | Headphones                  |                |  |
| 2013 | Jobs                         | Steve Wozniak               |                |  |
| 2013 | Frozen                       | Olaf                        | Dublagem       |  |
| 2014 | Wish I Was Here              |                             |                |  |
| 2015 | The Wedding Ringer           |                             |                |  |
| 2015 | Pixels                       | Ludlow Lamonsoff            | Protagonista   |  |
| 2015 | Frozen Fever                 | Olaf                        | Curta-metragem |  |
| 2016 | The Angry Birds Movie        | Chuck                       | Protagonista   |  |
| 2017 | Beauty and the Beast         | Le Fou                      |                |  |
| 2017 | Murder on the Orient Express | Hector MacQueen             |                |  |

### Televisão
- Back to You (2007-2008)
- Woke Up Dead (2009)
- Good Vibes (2011)
- Modern Family (2011)
- New Girl (2012)
- 1600 Penn  (2012–2013)
- The Comedians (TV series)  (2015)
- Wonder Man (2025)[4][5]